# Варангер
Варангер (норв. Varangerhalvøya; северносаам. Várnjárga; квен. Varenkinniemi) — полуостров на севере Норвегии. Административно входит в округ Финнмарк. Находится к востоку от полуострова Нордкин.
Полуостров омывается Тана-фьордом на западе, Варангер-фьордом на юге и Баренцевым морем на севере и востоке.
На полуострове находятся муниципалитеты Вадсё, Ботсфьорд, Берлевог, Вардё, Тана и Нессебю. Кроме того, там расположен национальный парк Varangerhalvøya (норвежский: Varangerhalvøya nasjonalpark).
С. К. Кузнецов полагал, что легендарная Биармия, куда совершил своё путешествие Оттар, была расположена либо близ Варангер-фьорда, либо близ Кольской губы, так как именно в районе полуостровов Варангер и Рыбачий берег поворачивает на юг.

## Этимология
Имя составное. Первая часть — это название фьорда (древнескандинавский: Ver(j)angr), где ver это «рыбацкая деревня», а angr — «фьорд». Вторая часть — конечная форма слова halvøy (халвёй), то есть «полуостров».